# Josep Tarradellas
Josep Tarradellas i Joan (pron. catalana: [ʒuˈzɛp tərəˈðeʎəs]; Cervelló, 19 gennaio 1899 – Barcellona, 10 giugno 1988) è stato un politico spagnolo, 125º Presidente della Generalitat de Catalunya.

## Biografia
Nato a Cervelló, nella provincia di Barcellona, è stato il 125º presidente della Generalitat de Catalunya dal 1954 al 1980 (dal 1954 al 1977 in esilio in Francia).
Dal 21 dicembre 2018 l'Aeroporto di Barcellona-El Prat è intitolato a suo nome.